# Rada moudrých mužů murcijské pláně

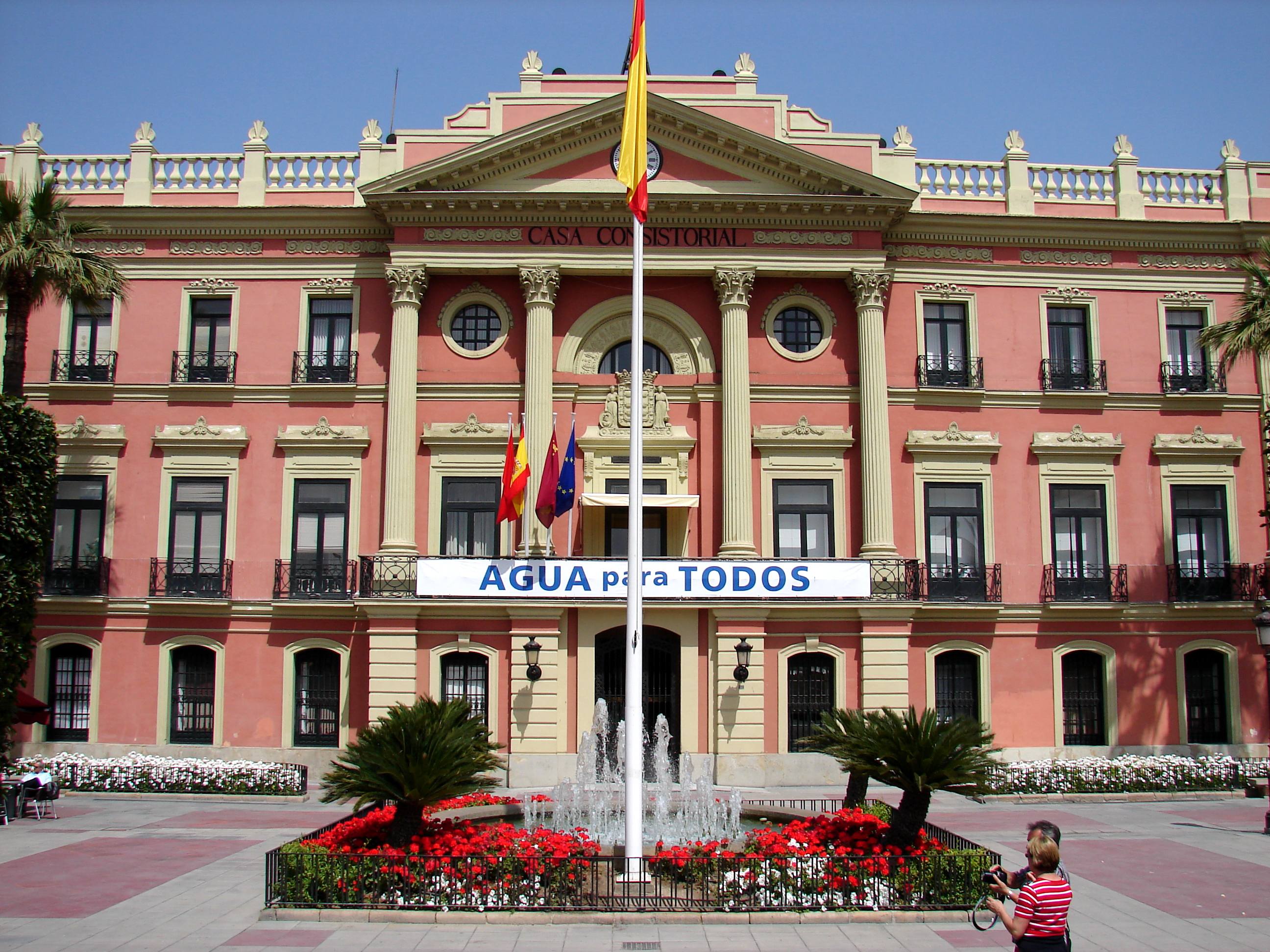
Budova radnice v Murcii, kde Rada moudrých mužů murcijské pláně zasedá

Rada moudrých mužů murcijské pláně (španělsky Consejo de Hombres Buenos) je soudní orgán, který řeší spory mezi zemědělci v záplavové oblasti v těsné blízkosti španělského města Murcia, v tzv. murcijské pláni (Huerta de Murcia). Podobně jako Rada moudrých mužů funguje také Valencijský vodní tribunál ve Valencii, přičemž oba soudy v roce 2009 byly zařazeny mezi nehmotné dědictví UNESCO.
Rada moudrých mužů má tradici již od dob islámské nadvlády nad Pyrenejským poloostrovem (zhruba od 11. století), oficiálním soudem v rámci Španělska se stal v roce 1848.

## Složení rady, soudní řízení
Rada moudrých mužů se skládá z předsedy a pěti členů, přičemž každý člen má také náhradníka. Členové rady jsou voleni losem na jeden rok. Soud jedná každý čtvrtek na radnici města Murcia, od devíti ráno do poledne. Jednání je jen ústní, ovšem někdy se tvoří i písemné záznamy. Rozhodnutí Rady jsou definitivní, nelze se proti nim odvolat.